# Alberto Cecchetti
Alberto Cecchetti (* 9. Januar 1944 in Genua) ist ein san-marinesischer Politiker. Er war viermal Capitano Reggente (Staatsoberhaupt), sowie Landwirtschafts- und Justizminister.

## Leben
Cecchetti war Mitglied des Partito Socialista Sammarinese (PSS), er war Sekretär und ab 2004 Präsident der Partei. 2005 vereinigte sich der PSS mit dem Partito dei Democratici (PdD) zum Partito dei Socialisti e dei Democratici (PSD). Cecchetti wurde Mitglied des Parteisekretariats. Im Juli 2009 schloss er sich dem als Abspaltung vom PSD gegründeten Partito Socialista Riformista Sammarinese (PSRS) an und wurde Mitglied im Sekretariat der Partei. Der PSRS vereinigte  sich im Mai 2012 mit dem Nuovo Partito Socialista (NPS) zum Partito Socialista (PS) zusammen. Cecchetti und seine Tochter, die Parlamentsabgeordnete Silvia Cecchetti, erklärten im September 2012 ihren Austritt aus der PS.
Cecchetti gehörte dem Consiglio Grande e Generale, dem Parlament San Marinos, von 1974 bis 1978 und erneut von 1988 bis 2008 an. Bei den Wahlen 2008 und 2012 kandidierte er nicht mehr. 1978 wurde Cecchetti für ein halbes Jahr Minister für Landwirtschaft, Kommunikation und Transport (Deputato per l’Agricultura, i Communicazioni e i Trasporti) in Vertretung des zum Capitano Reggente gewählten Antonio Lazzaro Volpinari. im 30. Kabinett war er von Dezember 2002 bis Dezember 2003 Justizminister (Segretario di Stato per la Giustizia, i Rapporti con le Giunte di Castello e l’Informaziona). Cecchetti bekleidete viermal das Amt des Staatsoberhauptes (Capitano Reggente) 1975, 1994, 1998  und 2001/2002. In der Legislaturperiode von 2006 bis 2008 war er Vorsitzender des Justizausschusses.

## Auszeichnungen
Cecchetti wurde am 11. März 2002 mit dem Großkreuz mit Großer Ordenskette des Verdienstordens der Italienischen Republik ausgezeichnet.